# Syncesia albiseda
Syncesia albiseda är en lavart som först beskrevs av William Nylander och som fick sitt nu gällande namn av Anders Tehler. 
Syncesia albiseda ingår i släktet Syncesia och familjen Roccellaceae. Inga underarter finns listade i Catalogue of Life.